# Lars Lewén
Lars Lewén, född 7 oktober 1975 i Bromma, är en svensk skicrossåkare. Lewén tävlade senast för skicrossföreningen Stockholm Skicross Club.
Hans meriter är fem vinster i världscupen och ytterligare 5 pallplatser, 5 medaljer i X-games (2 guld, 2 silver och ett brons), rankad som världsetta 3 år i rad 2003–2005, guld i US Open, guld i Tignes air wave 2009, 2:a efter Daron Rahlves (bland annat VM-guld i super G, 12 WC-segrar i alpint) i King of the Mountain, 8 SM-guld, tävlade i OS i Vancouver 2010. Lewén har slagit många storheter så som Casey Puckett, Daron Rahlves och Reggie Crist på deras hemmabanor.
Lewén har åkt skidor sedan han var drygt tre år gammal. Han började tävla i slalom och storslalom när han var åtta år. Han gick sedan på skidgymnasium i Gällivare och kom då med i junior-landslaget i alpin skidåkning och tog bland annat medalj i alla grenar vid junior-SM 1994 (varav 3 guld). Han har åkt Europacup i alpint samt någon enstaka tävling i puckelpist. Lewén blev meddragen till skicross av några kompisar 2001 och fastnade direkt. Vid alpina SM 2002 slutade han som topp 5 i 4 grenar och vann kombinationen. Sedan 2003 har han varit professionell skicross-åkare för ett märkesteam och först 2007 bildades landslaget i skicross. Då var Lewén given och har sedan varit en frontfigur för svensk skicross, både nationellt och internationellt.
Lewén har varit lite skadedrabbad under åren och har bland annat opererat båda knäna och brutit foten.